# R5 (gruppo musicale)
Gli R5 sono un gruppo musicale pop rock statunitense, originario di Los Angeles e attivo dal 2009 al 2018.
Fin dal 2009, la formazione è costituita da Ross Lynch (voce principale, chitarra), Riker Lynch (basso, voce), Rydel Lynch (tastiera, cori), Rocky Lynch (chitarra, voce) ed Ellington Ratliff (batteria, percussioni, cori).
Dopo alcune esperienze minori in California e i primi successi in Nord America con l'album Louder, la band ha raggiunto la notorietà internazionale con la pubblicazione dell'album Sometime Last Night, che ha debuttato alla prima posizione della classifica Billboard Pop Chart e alla sesta posizione assoluta della Billboard 200.

## Storia del gruppo

### La formazione e i primi lavori (2009-2012)
La scelta di utilizzare il nome R5 è stata spiegata da Rydel Lynch in un'intervista rilasciata a M Magazine nel 2014:
(Rydel Lynch, da M Magazine, 11 aprile 2014)
Gli R5 si sono formati a Los Angeles nella primavera del 2009. Composta dai quattro fratelli Lynch – il cantante e frontman Ross Lynch, il chitarrista Rocky Lynch, il bassista Riker Lynch e la tastierista Rydel Lynch – e dal batterista Ellington Ratliff, la band iniziò ad esibirsi a Los Angeles e nelle località limitrofe poco dopo la formazione, suonando alcuni brani inediti e varie cover.
L'idea di fondare una band nacque nel 2007, dopo che i fratelli Lynch si trasferirono in California da Littleton, Colorado, dove sono cresciuti. Fin dall'infanzia hanno mostrato uno spiccato interesse verso il mondo dello spettacolo, in particolare nei confronti di discipline come il canto e il ballo, imparando a suonare da autodidatti e condividendo inoltre le stesse passioni in fatto di musica (Elvis Presley, The Beatles, Michael Jackson, The Beach Boys, Bruce Springsteen, McFly). Nel 2009 entrarono a far parte della The Rage Boyz Crew, con la quale presero parte al programma televisivo So You Think You Can Dance.
(Rocky Lynch)

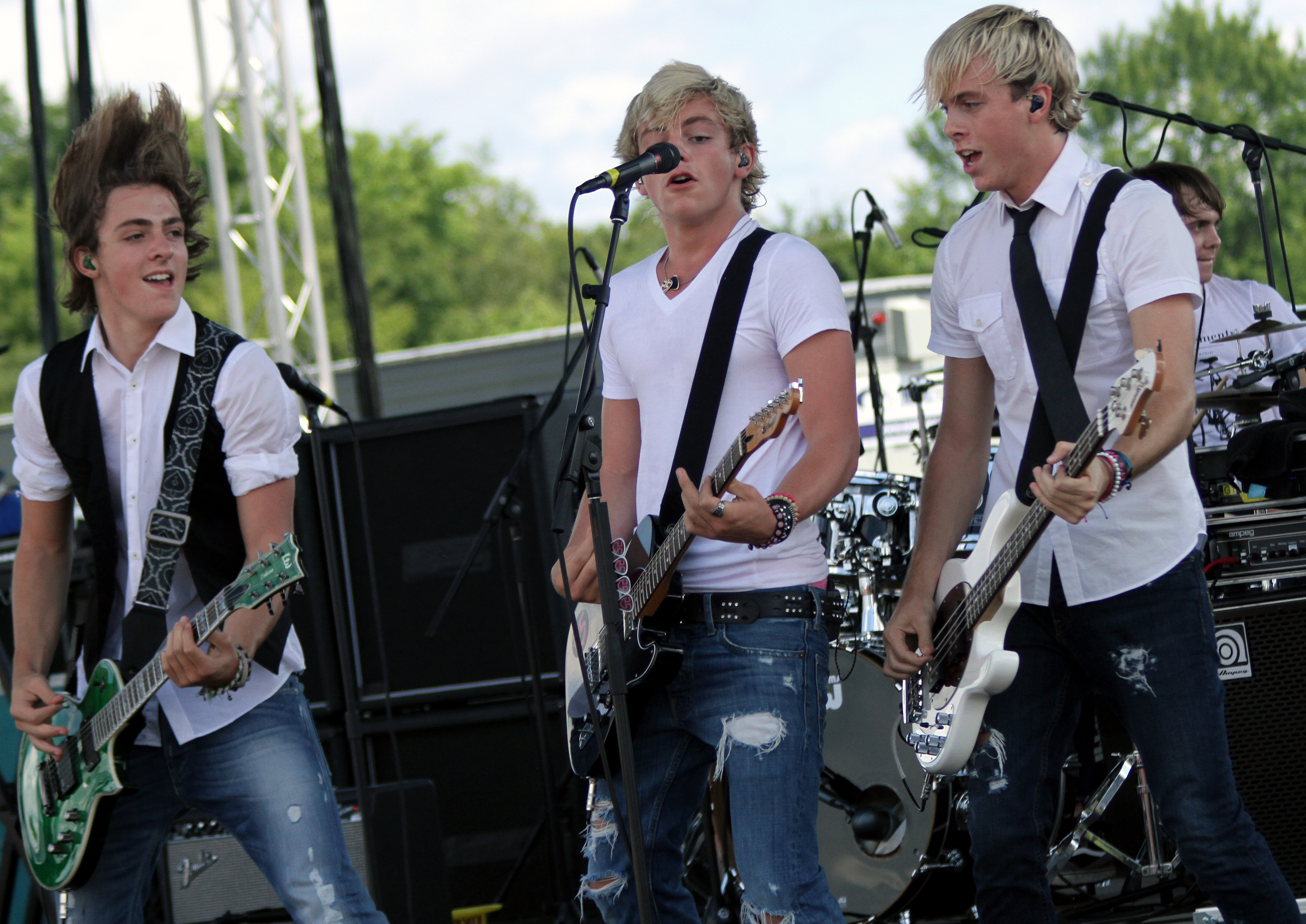
Gli R5 durante un concerto nel 2011

Ai fratelli Lynch si unì Ellington Ratliff come batterista, completando la formazione della band. Gli R5, che cominciarono come un piccolo progetto casalingo, iniziarono a diffondere in rete i primi lavori del gruppo, esibendosi al contempo in alcuni locali ed eventi nel sud della California. Nel marzo del 2010 pubblicarono un EP autoprodotto contenente alcuni brani inediti, intitolato Ready Set Rock.
Mentre muovevano i primi passi nel mondo della musica, i membri della band presero parte anche ad alcuni progetti televisivi e cinematografici, con ruoli secondari. Nello stesso periodo crearono la webserie R5TV, con la quale documentarono il lavoro della band mostrando ai fan i dietro le quinte dei concerti e alcuni momenti di vita quotidiana del gruppo.

### L'album di debutto e i primi successi (2012-2014)

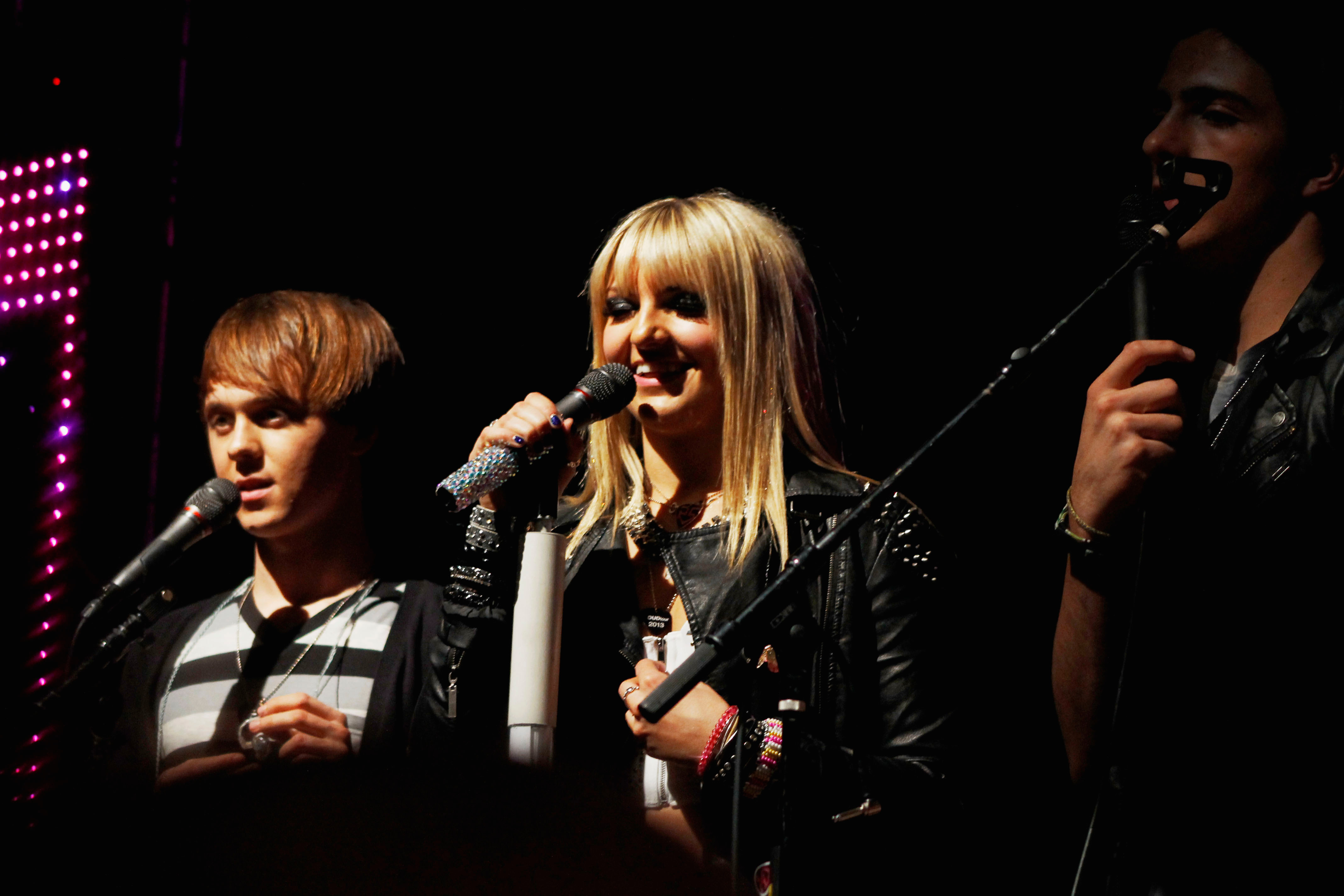
Ellington Ratliff, Rydel Lynch e Rocky Lynch in concerto con la band nel 2012.

Nell'aprile del 2012 gli R5, che nel frattempo avevano iniziato ad esibirsi anche al di fuori dai confini californiani, come a Chicago, Phoenix, New York, Toronto e nel New Jersey, annunciarono in un'intervista di aver firmato un contratto discografico con la Hollywood Records e che stavano lavorando all'album di debutto. Nello stesso anno la band diede il via ai suoi primi due tour da headliner, il West Coast Tour e l'East Coast Tour, che si svolsero rispettivamente a maggio e dicembre tra gli Stati Uniti e il Canada.
Il 19 febbraio 2013 fu pubblicato l'EP Loud, contenente i primi quattro brani dell'album di debutto, tra cui il singolo di lancio omonimo. Alla pubblicazione dell'EP, che debuttò alla posizione 69 della classifica Billboard 200 e alla terza della iTunes Pop Chart (settimo nella classifica generale), seguì il Loud Tour, la prima tournée a portare la band fuori dai confini nord americani, con concerti negli Stati Uniti, in Canada, nel Regno Unito, in Francia e in Australia.
L'album di debutto, Louder, fu pubblicato il 24 settembre 2013, anticipato dal singolo di lancio Pass Me By. Il disco, sul quale lavorarono gli R5 con i produttori Evan Bogart, Andrew Goldstein e Emanuel Kiriakou, ottenne un'accolgienza generalmente positiva; debuttò infatti alla posizione 24 della classifica Billboard 200 e alla posizione 14 della Top Digital Downloads, raggiungendo la seconda posizione nella classifica iTunes Pop Chart con oltre 150 000 copie negli Stati Uniti e riuscendo poi a posizionarsi in cima alle classifiche di iTunes in dieci paesi.

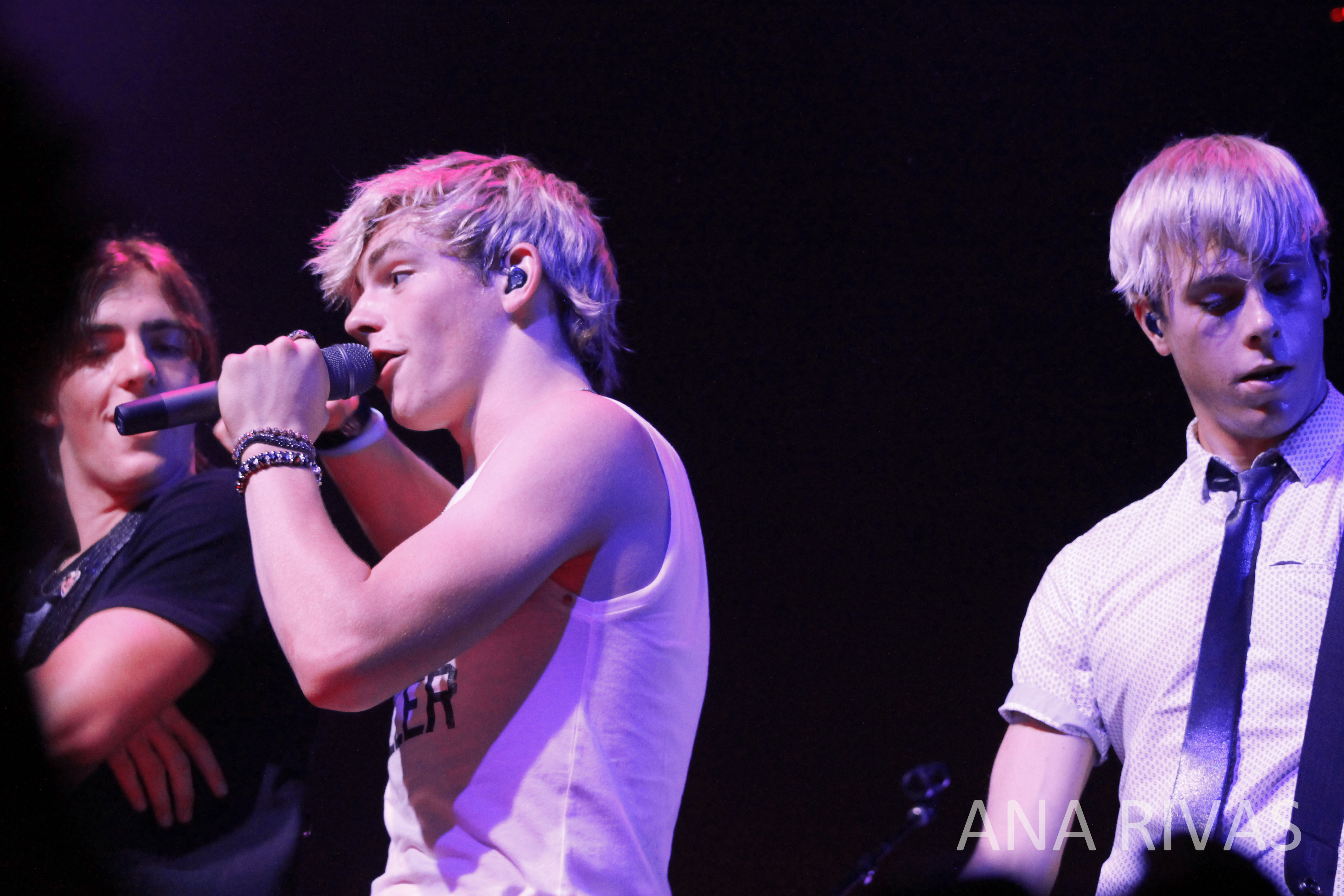
Gli R5 in concerto durante il Loud World Tour nel 2013

In seguito furono estratti altri due singoli, (I Can't) Forget About You (dicembre 2013) e One Last Dance (maggio 2014).
Nel mese di gennaio 2014 gli R5 inaugurarono da Città del Messico il Louder World Tour, che li portò ad esibirsi tra Stati Uniti, Canada, Messico, Giappone, Australia, Israele e che ha incluso numerosi spettacoli in vari paesi europei, tra cui un concerto a Milano. Durante il tour le telecamere di Vevo hanno seguito la band e hanno realizzato uno speciale in cinque puntate, intitolato R5 on R5.
Dopo aver annunciato che sarebbero presto tornati in studio per lavorare a un nuovo album, nel mese di maggio la band pubblicò l'EP dal vivo Live in London, registrato durante un concerto del Louder World Tour a Londra e contenente sei brani in versione live eseguiti durante lo spettacolo.
Nell'estate del 2014 la band intraprese un nuovo tour tra Nord e Sud America, il Live On Tour, che seguì la pubblicazione dell'EP Heart Made Up on You, reso disponibile negli Stati Uniti il 22 luglio 2014. L'EP doveva inizialmente anticipare il secondo album del gruppo, ma, come è stato poi confermato dagli stessi R5, la band decise successivamente di differenziare il nuovo lavoro.
Il concerto tenutosi al Gramercy Theatre di New York il 29 settembre fu trasmesso in diretta streaming da Yahoo.

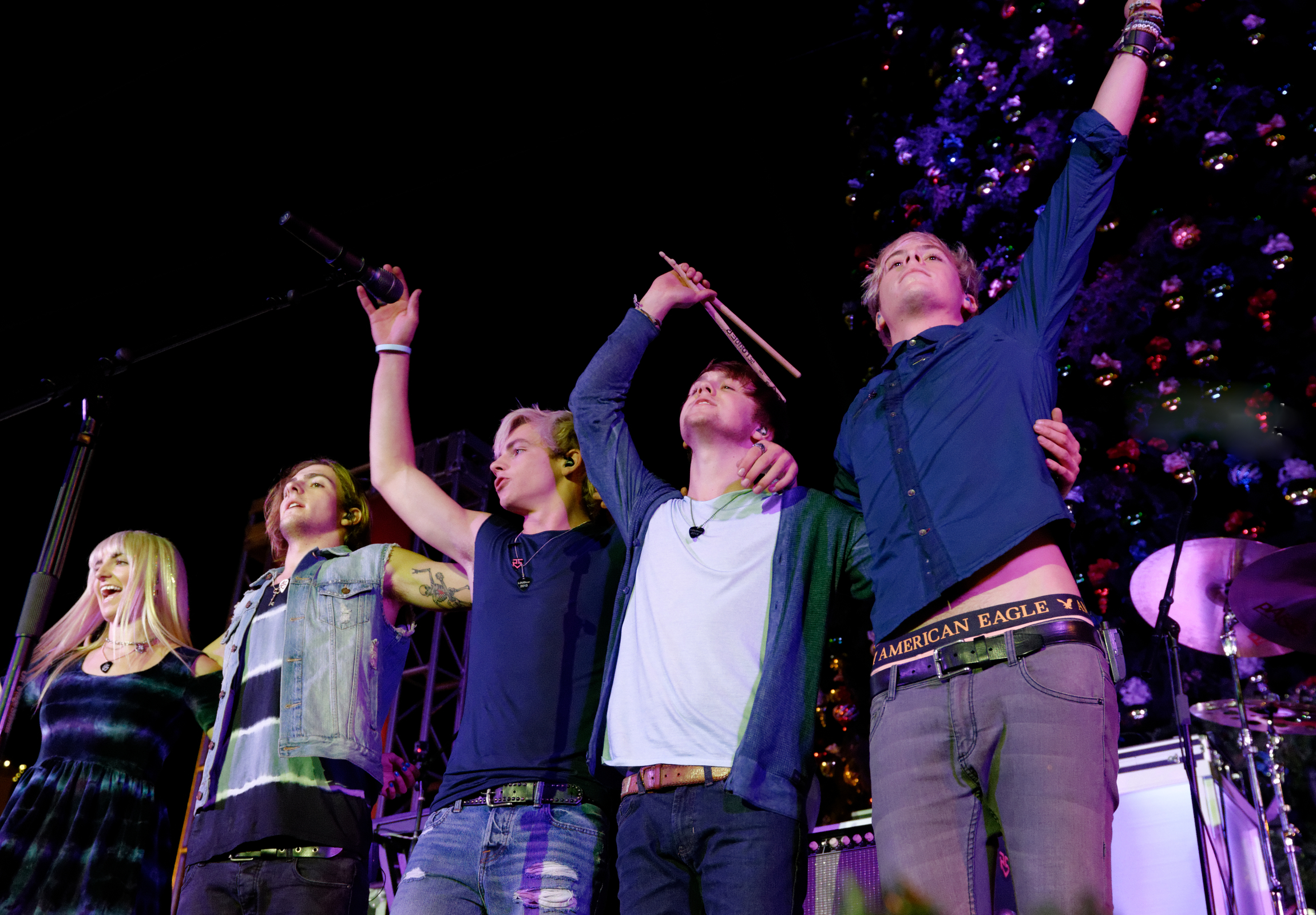
Il gruppo durante un concerto

Il 31 ottobre, intervistato da Billboard, Ross Lynch annunciò che la band aveva terminato di registrare il nuovo album e che ne stavano pianificando la pubblicazione, confermando l'intenzione del gruppo di pubblicare il disco lo stesso giorno in tutto il mondo.
Il 23 novembre 2014 gli R5 si esibiscono agli American Music Award con il brano Smile, il primo singolo estratto dall'album inedito, che debuttò all'undicesima posizione della classifica Billboard Digital Songs.

### Sometime Last Night(2015-2017)

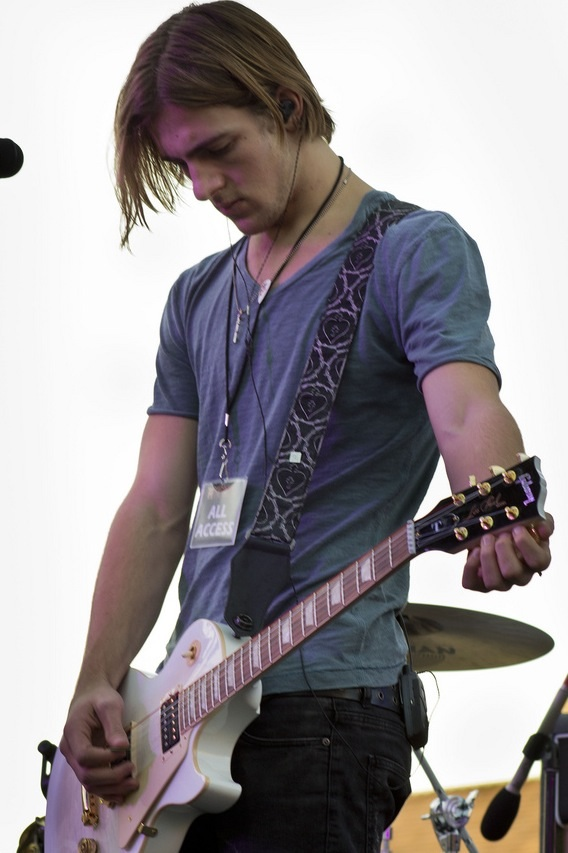
Rocky Lynch durante un'esibizione

Il 13 febbraio 2015, in occasione della pubblicazione del singolo Let's Not Be Alone Tonight, il cui demo era già stato diffuso in rete senza l'approvazione del gruppo, e del video musicale del singolo, diretto da Robert Hales, gli R5 annunciarono il titolo del nuovo album, Sometime Last Night, e la data di pubblicazione, fissata al 10 luglio 2015.
Il successivo 16 aprile debuttò nelle sale cinematografiche americane R5: All Day, All Night, un film documentario che ripercorre la storia degli R5 fino ai tempi recenti, con diverse sequenze inedite, interviste esclusive e i dietro le quinte degli spettacoli. La band iniziò a lavorare a questo nuovo progetto durante il Live On Tour, registrando diverse esibizioni che sono state inserite nel film. Il lungometraggio, prodotto da Fathom Events e AEG Live, fu distribuito in esclusiva nelle sale del circuito Regal Cinemas per un periodo limitato.
Il 2 giugno 2015 fu pubblicato il terzo singolo estratto dal nuovo album, All Night, seguito il 30 giugno dal singolo promozionale FEEL GOOD.
Il secondo album in studio della band, Sometime Last Night, è stato pubblicato il 10 luglio 2015, dopo oltre un anno di sviluppo durante il quale gli R5 lavorarono su un vasto campionario di brani. L'album ricevette un'accoglienza positiva e segnò un notevole passo avanti per la band. Negli Stati Uniti, infatti, debuttò alla prima posizione della classifica Top Pop Albums, alla numero 3 della classifica Top Digital Albums e alla sesta posizione assoluta della Billboard 200. Inoltre, il disco è entrato alla quarta posizione della Top Albums Sales e ha raggiunto la seconda posizione della iTunes Pop Chart e la settima posizione assoluta nella classifica di vendite di iTunes.
Inizialmente concepito sulla falsariga del primo album, dopo alcune revisioni Sometime Last Night è stato completamente stravolto dalla band, che decise di dare un'impronta diversa e più matura al nuovo disco. Con la pubblicazione dell'album gli R5 inaugurarono il Sometime Last Night Tour, che ha preso il via dalla Florida il 7 luglio 2015 e ha portato la band anche in Italia: il 17 settembre a Roma (Ciampino) e il 20 settembre a Milano.

### New Addictions(2017-2018)
Il 12 maggio 2017 esce il quarto EP della band, intitolato New Addictions, precededuto dal singolo If.
Nel settembre dello stesso anno esce il singolo Hurts Good.
In seguito al New Addictions Tour, iniziato il 17 giugno 2017 in America e concluso il 25 gennaio 2018 in Giappone, la band annuncia la sua pausa il 2 marzo 2018. Nello stesso periodo, i due membri della band Ross Lynch e Rocky Lynch diventano i The Driver Era, continuando dunque la loro carriera come un duo.

## Stile e influenze

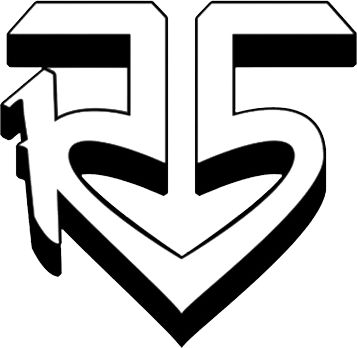
Il primo logo della band.

La produzione musicale degli R5, che mescola influenze rock all'orecchiabilità del pop, è generalmente associata ai generi guitar pop e pop rock e ha portato la critica a comparare favorevolmente la band a gruppi come i Maroon 5, i OneRepublic e i The 1975. Nonostante siano generalmente conosciuti come un gruppo pop rock, in diversi brani la band ha presentato sonorità provenienti da generi differenti, con influenze dalla musica pop punk, alternative rock, R&B, pop, power pop e dance rock. Lo stile musicale del gruppo è infatti mutato nel tempo, accogliendo influenze da diversi generi musicali, pur rimanendo legato alla radice pop rock originale.
Nell'ottobre del 2014, intervistato da Billboard, Ross Lynch parlò dell'album Sometime Last Night e dell'evoluzione dello stile della band:
(Ross Lynch a Gary Grant, Billboard, 31 ottobre 2014.)
Fra le principali influenze, gli R5 hanno citato artisti statunitensi come Elvis Presley, Michael Jackson, Bruce Springsteen, i Journey e i The Beach Boys e la musica britannica, in particolare gruppi come i Beatles, i Genesis e i Rolling Stones.  Tra gli artisti maggiormente apprezzati, la band ha inoltre menzionato gli INXS, Peter Gabriel, John Mellencamp, i McFly, i Maroon 5, gli The All American Rejects, i The Killers, i Neon Trees, i Fall Out Boy, i Walk the Moon, gli All Time Low, Jack White e Bruno Mars.
Nella stesura delle canzoni, Riker, Ross e Rocky Lynch sono i principali autori, benché anche gli altri membri del gruppo abbiano partecipato alla stesura di diversi testi. Tra gli autori esterni al gruppo vi sono, tra gli altri, i parolieri e produttori Captain Cuts, Andrew Goldstein, Emanuel Kiriakou e Matt Wallace.

## Formazione

### Componenti
- Ross Lynch – voce principale, chitarra ritmica (2009-presente)
- Riker Lynch – basso, seconda voce (2009-presente)
- Ellington Ratliff – batteria, percussioni, cori (2009-presente)
- Rydel Lynch – tastiere, voce femminile, cori (2009-presente)
- Rocky Lynch – chitarra solista, cori, raramente seconda voce (2009-presente)
- DJ Ryland – giradischi, campionatore, programmazione, sintetizzatore, lighting design (2013-presente)[58][59]

## Discografia

### Album in studio
- 2013 – Louder
- 2015 – Sometime Last Night

### Live
- 2014 – Live in London

### EP
- 2010 – Ready Set Rock
- 2013 – Loud
- 2014 – Heart Made Up on You
- 2017 – New Addictions

## Videografia

### Documentari
- 2009/2018 – R5 TV (web serie)
- 2013 – R5 on R5
- 2015 – R5: All Day, All Night

### Live
- 2014 – R5 Live in London
- 2016 – R5 Live at the Greek Theatre

## Tour e concerti

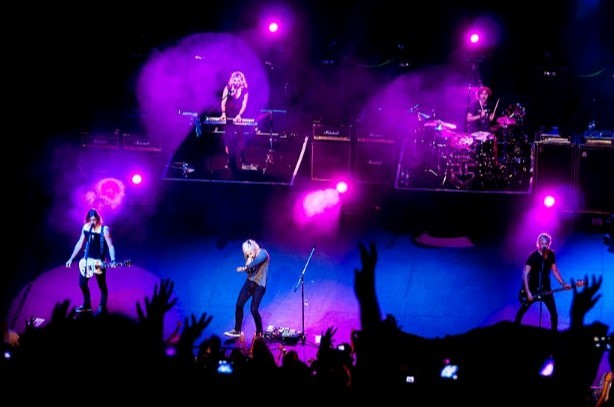
Gli R5 sul palco a Buenos Aires nel 2014, durante il Live on Tour.

La band iniziò ad esibirsi subito dopo la sua formazione, a partire da giugno del 2009, dapprima come gruppo spalla e poi tenendo dei piccoli spettacoli, soprattutto a Los Angeles e nel sud della California.
(Riker Lynch)
In seguito, trascinati dai buoni riscontri ottenuti in rete, gli R5 iniziarono ad esibirsi in alcuni locali al di fuori dei confini californiani, come a Chicago, Phoenix, Toronto, New York e nel New Jersey. Nel 2012 la band intraprese il primo tour ufficiale, organizzato dopo il passaggio alla Hollywood Records.
I concerti degli R5 sono stati, nel periodo iniziale, degli spettacoli incentrati prevalentemente sulle esibizioni musicali e privi di particolari effetti speciali. Con il tempo e con le prime tournée internazionali, tuttavia, la band ha iniziato a corredare le esibizioni con nuovi effetti scenici, tra cui particolari giochi di luce. In occasione dei concerti, la band è solita eseguire dei medley e delle reinterpretazioni di brani di altri artisti, oltre che enfatizzare con arrangiamenti diversi le proprie canzoni ed esibirsi in versioni estese delle stesse. La critica ha elogiato il gruppo per essere capace di interagire da vicino con il pubblico durante gli spettacoli, coinvolgendolo e riuscendo a portarlo nel vivo del concerto.
Gli R5, ad oggi, hanno intrapreso nove tour ufficiali, dei quali due internazionali e due mondiali, il più lungo dei quali si è svolto tra luglio 2015 e marzo 2016 e ha previsto 120 spettacoli in 31 Stati. Segue la lista completa delle tournée:
Headlining
- 2012 – R5 West Coast Tour
- 2012 – R5 East Coast Tour
- 2013 – Loud Tour
- 2014 – Louder Tour
- 2014 – Live on Tour
- 2015/16 – Sometime Last Night Tour
- 2017/18 – New Addictions Tour

Promozionali
- 2012 – 3M Tour
- 2013 – Dancing Out My Pants Tour
- 2017 – Live and Again Tour

## Altre attività

### Cinema e televisione
Oltre al frontman Ross Lynch, che ha intrapreso fin da subito la carriera cinematografica parallelamente a quella musicale, anche gli altri componenti del gruppo hanno al loro attivo alcune apparizioni individuali in film e serie televisive.
Riker Lynch ha fatto il proprio debutto televisivo nella serie Glee. È apparso in alcune produzioni cinematografiche, come Lost Angeles, Colossal Youth e Voyeur, e ha presentato le edizioni 2015 e 2016 dei World Coreography Awards.
Gli altri membri del gruppo sono invece comparsi in alcuni cortometraggi, musical e serie televisive statunitensi, in alcuni casi con ruoli principali. Rydel Lynch ha preso parte a School Girls, Sunday School Musical ed apparsa nella serie televisiva Glee. Ellington Ratliff ha partecipato a diverse serie televisive, tra cui Red Scare, Victorious e Eastwick e ha avuto dei ruoli secondari nei film My Uncle Raphael e I Muppet. Rocky Lynch ha ricoperto alcuni ruoli secondari in alcune produzioni televisive e cinematografiche, come The Wedding Band e NASA: Exploration Space.
Nel gennaio del 2013 gli R5 sono comparsi come ospiti musicali nel programma evento della NBC Progressive Skating and Gymnastic Spectacular, durante il quale hanno eseguito in anteprima i brani contenuti nell'EP inedito Loud. Nell'ottobre del 2014, durante alcune tappe sudamericane del Live On Tour, gli R5 hanno partecipato come guest star a una puntata della serie televisiva argentina Violetta, durante la quale si sono esibiti con il singolo Heart Made Up on You.
Nel 2015 il gruppo ha debuttato sul grande schermo con R5: All Day, All Night, film documentario che ripercorre la storia della band dalle origini fino ai tempi recenti. Il film, registrato durante il Live On Tour alla fine del 2014, include esibizioni dai concerti, interviste esclusive, i dietro le quinte degli spettacoli e diverse sequenze inedite.

### Impegno sociale
Gli R5 hanno aderito a molte iniziative benefiche e di solidarietà fin dall'inizio della propria carriera. Nel 2012 hanno preso parte al progetto Artists Against Bullying, volto alla sensibilizzazione e alla raccolta fondi contro il fenomeno del bullismo. Nell'ambito di questo progetto il gruppo ha partecipato all'incisione del singolo Stand Up (Make Some Noise), assieme ad altri artisti. Nel 2014, invece, gli R5 hanno avviato la campagna Gotta Get #INSPIR5D assieme a Office Depot. Nel corso dello stesso anno, la band ha partecipato all'evento Stars and Strikes Charity sostenendo l'associazione A Place Called Home (APCH).
Nel 2015 e nel 2016 gli R5 ha preso parte alla Luc Robitailles Celebrity Shootout at Sundance, partecipando ad una partita di hockey per beneficenza. La band ha inoltre partecipato ad un incontro con un gruppo di giovani fan con malattie croniche e terminali e le loro famiglie, tenendo un piccolo concerto acustico al Walt Disney World di Orlando a sostegno dell'associazione Bert's Big Adventure.
Inoltre, il gruppo sostiene le associazioni Water.org, che ha l'obiettivo di facilitare l'accesso all'acqua potabile alle comunità più povere dell'Africa, dell'Asia meridionale e dell'America centrale e di fornire cure sanitarie ai villaggi più remoti di queste zone del mondo, e No Kid Hungry, che si occupa di fornire generi alimentari di prima necessità ai minori in condizioni di vita disagiate. I componenti della band, inoltre, si sono schierati a favore dei diritti LGBT.

## Premi e riconoscimenti
| Anno | Premio / Manifestazione           | Categoria / Riconoscimento / Motivazione | Note   |
| ---- | --------------------------------- | --- | ------ |
| 2013 | Next Big Thing Awards             | Premio Next Big Thing per gli R5 | [ 86 ] |
| 2013 | RDMAs - Radio Disney Music Awards | - Nomination per il Miglior gruppo musicale - Nomination per la Miglior esibizione acustica per il brano Loud | [ 87 ] |
| 2013 | J-14 Teen Icon Awards             | Nomination nella categoria Iconic Band | [ 88 ] |
| 2013 | Chart Topper Award                | Riconoscimento all'album Louder per aver raggiunto la seconda posizione della iTunes Pop Chart negli Stati Uniti e la top ten in altri dieci Paesi | [ 89 ] |
| 2014 | Young Hollywood Awards            | Nomination nella categoria Social Media Superstar | [ 90 ] |
| 2014 | Premio Celebs Gone Good 2014      | Premio assegnato per l'impegno solidale con l'associazione A Place Called Home (APCH) | [ 91 ] |
| 2014 | Vevo LIFT Fan Vote Awards         | Nomination nella categoria Vevo LIFT Artist | [ 92 ] |
| 2014 | RDMAs - Radio Disney Music Awards | - Premio per la Miglior band agli R5 - Show Stopper Award, premio per i concerti sold out del Louder World Tour - Premio Air Guitar a Ross Lynch - Nomination nella categoria Best Song to Rock Out to With Your BFF per il brano Loud - Nomination nella categoria Miglior gruppo musicale - Nomination nella categoria Favorite Roadtrip Song per il brano Pass Me By | [ 93 ] |
| 2014 | J-14 Teen Icon Awards             | Nomination nella categoria Iconic Band | [ 94 ] |
| 2014 | Teen Choice Awards                | Nomination nella categoria Choice Music Group | [ 95 ] |
| 2014 | Just Jared Jr's Top 20 Music Acts | Nona posizione nella classifica Just Jared Jr's Top 20 Music Acts of 2014 stilata dal sito di informazione e spettacolo statunitense Just Jared | [ 96 ] |
| 2015 | RDMAs - Radio Disney Music Awards | - Nomination nella categoria Miglior band agli R5 - Nomination nella categoria Best Song That Makes You Smile per il brano Smile - Nomination nella categoria Fiercest Fans per la R5 Family | [ 97 ] |
| 2016 | RDMAs - Radio Disney Music Awards | - Nomination nella categoria Miglior gruppo musicale agli R5 | [ 98 ] |

### Annotazioni
1. ↑  Gli R5, dopo la pubblicazione dei lavori successivi, rivelarono di ritenere Ready Set Rock una demo più che un vero e proprio EP. A testimonianza di ciò, la rimozione dello stesso da iTunes e Amazon (dopo aver iniziato la collaborazione con la Hollywood Records), lasciandolo disponibile solo su Last.fm e iHeartRadio. (Ross Lynch, in un'intervista a Teen Magazine, Raffy Ermac, 2014)

### Fonti
1. ↑   What Makes R5 'Smile'? Find Out In This Exclusive Behind The Scenes Video, su mtv.com, MTV, 22 dicembre 2014. URL consultato il 22 dicembre 2014 (archiviato il 25 dicembre 2014).
2. ↑   R5 Gets 'Louder' As Ross Lynch's Profile Grows, su billboard.com, MTV, 4 ottobre 2013. URL consultato il 4 ottobre 2013 (archiviato il 4 ottobre 2013).
3. ↑   AllMusic - R5, su allmusic.com, AllMusic. URL consultato il 23 agosto 2015 (archiviato il 1º settembre 2015).
4. ↑  (EN) R5 Describe their Sound as both rock and pop, su glittermagrocks.com, Glitter Magazine, 27 gennaio 2015. URL consultato il 28 aprile 2015 (archiviato il 24 aprile 2015).
5. ↑  (EN) r5rocks.com: sito ufficiale, su r5rocks.com. URL consultato il 16 novembre 2014 (archiviato dall'url originale l'11 luglio 2014).
6. ↑  (EN) R5's Sometime Last Night is crushing it around world, su fanlala.com, Fanlala. URL consultato il 2 settembre 2015 (archiviato dall'url originale il 24 febbraio 2016).
7. ↑  (EN) The origin of the name: R5, su m-magazine.com, 2014. URL consultato il 13 aprile 2015 (archiviato il 16 aprile 2015).
8. 1 2 3  (EN) R5: origins (from All Day, All Night), su youtube.com, YouTube. URL consultato il 18 giugno 2015 (archiviato il 2 dicembre 2018).
9. ↑  (EN) Ross Lynch and R5, su sweetyhigh.com. URL consultato il 4 dicembre 2015 (archiviato l'8 dicembre 2015).
10. 1 2 3 4  (IT)  R5 su Rockol, su rockol.it, Rockol. URL consultato il 12 febbraio 2015 (archiviato il 2 aprile 2015).
11. 1 2  (EN) About R5, MTV, su mtv.com, MTV. URL consultato il 12 febbraio 2015 (archiviato il 26 dicembre 2014).
12. ↑  (EN) Riker and Rydel Lynch, interview by Teenink, su teenink.com. URL consultato il 4 dicembre 2015 (archiviato l'8 dicembre 2015).
13. ↑  (EN) YouTube: OfficialR5, su youtube.com, YouTube. URL consultato il 16 novembre 2014 (archiviato il 23 novembre 2014).
14. 1 2  (EN) About R5, Ready Set Rock, su ready5etrock.com. URL consultato il 27 aprile 2015 (archiviato il 26 aprile 2015).
15. ↑  (EN) Ross Lynch signed a record deal with R5, su asweetbeat.com. URL consultato il 16 novembre 2014 (archiviato dall'url originale il 2 gennaio 2013).
16. ↑  (EN) R5 signs to Hollywood Records, su artistdirect.com. URL consultato il 16 novembre 2014 (archiviato il 17 dicembre 2014).
17. ↑  (EN) R5 to realise Loud EP February 19, su r5rocks.com. URL consultato il 16 novembre 2014 (archiviato dall'url originale il 14 aprile 2016).
18. ↑   R5 - Discography and charts, su allmusic.com, Allmusic. URL consultato il 12 gennaio 2013 (archiviato il 12 gennaio 2014).
19. ↑  (EN) Loud EP: charts, su tommy2.net. URL consultato il 16 novembre 2014 (archiviato il 25 ottobre 2014).
20. ↑   Louder (Deluxe) by R5, su itunes.apple.com, iTunes. URL consultato il 20 agosto 2013 (archiviato il 25 settembre 2013).
21. 1 2   Top 30 best selling teen albums all time, su febreteen.com.br, Febre Teen Magazine, 17 luglio 2014. URL consultato il 1º maggio 2015 (archiviato il 28 luglio 2015).
22. ↑  (EN) Loud tour dates by R5, su thecrofoot.com, 4 ottobre 2013. URL consultato il 17 gennaio 2015 (archiviato dall'url originale il 25 marzo 2013).
23. ↑  (EN) Louder, R5, su amazon.com. URL consultato il 16 novembre 2014.
24. 1 2  (EN) R5 bio by Hollywood Records, su hollywoodrecords.com, Hollywood Records. URL consultato il 16 novembre 2014 (archiviato dall'url originale il 15 aprile 2014).
25. ↑  (EN) R5 gets Louder as Ross Lynchs profile, su billboard.com. URL consultato il 16 novembre 2014 (archiviato il 17 settembre 2014).
26. ↑   R5 “One Last Dance” (Video Premiere), su josepvinaixa.com, Ultimate Music. URL consultato il 12 gennaio 2013 (archiviato dall'url originale il 2 giugno 2014).
27. ↑  (EN) R5 ANNOUNCES FIRST LEG OF 2014 LOUDER WORLD TOUR DATES, su shineon-media.com, Shine On Media. URL consultato il 13 dicembre 2014 (archiviato il 27 ottobre 2014).
28. ↑  (IT)  R5: giovanissimi cantano Loud, su archiviostorico.corriere.it, corriere.it. URL consultato il 16 novembre 2014 (archiviato dall'url originale il 1º gennaio 2016).
29. ↑  (EN) R5 working on their next album while on tour, su disneydreaming.com. URL consultato il 16 novembre 2014 (archiviato dall'url originale il 14 aprile 2014).
30. ↑  (EN) R5 second album will be more mature, su oceanup.com. URL consultato il 16 novembre 2014 (archiviato il 25 ottobre 2014).
31. ↑  (EN) Album: Live In London, su m.itemvn.com, itemvn.com. URL consultato il 16 novembre 2014.
32. ↑  (EN) R5 Heart Made Up on You tracklist, su josepvinaixa.com. URL consultato il 16 novembre 2014 (archiviato dall'url originale il 14 luglio 2014).
33. ↑  (EN) R5 teams with Live Nation Yahoo for a special concert event, su popstaronline.com, josepvinaixa.com. URL consultato il 16 novembre 2014 (archiviato dall'url originale il 22 giugno 2015).
34. 1 2  (EN) Christian Lantry, R5 finishes second studio album, su billboard.com, Billboard, 31 ottobre 2014. URL consultato il 20 giugno 2015 (archiviato il 22 giugno 2015).
35. ↑  (EN) R5 release brand new single Smile, su frontrowliveent.com, Front Row Live Ent. URL consultato il 14 novembre 2014 (archiviato il 18 febbraio 2015).
36. ↑   September 7, 2013 - Pop Digital Songs, su Billboard. URL consultato il 1º gennaio 2015 (archiviato il 9 marzo 2016).
37. ↑  (EN) R5 announces 'Let's Not Be Alone Tonight single, su justjaredjr.com, Billboard. URL consultato il 14 marzo 2015.
38. ↑   R5's Let's Not Be Alone Tonight video, su screen.yahoo.com, Yahoo. URL consultato il 1º giugno 2015 (archiviato dall'url originale il 2 giugno 2015).
39. 1 2 3  (EN) R5 drops out new video and announces new album + tour, su billboard.com, Billboard. URL consultato il 14 marzo 2015 (archiviato il 10 aprile 2015).
40. ↑  (IT)  R5: è uscito il nuovo video 'Let’s Not Be Alone Tonight' e a luglio arriva il nuovo album, su news.mtv.it, MTV. URL consultato il 14 marzo 2015 (archiviato il 18 maggio 2015).
41. 1 2 3  (EN) R5 releases concert-movie 'R5: All Day, All Night', su indyweek.com. URL consultato il 14 marzo 2015 (archiviato dall'url originale il 2 aprile 2015).
42. ↑   R5's new single is All Night, su trendio.us, Trendio.com. URL consultato il 2 giugno 2015 (archiviato dall'url originale il 2 giugno 2015).
43. ↑   R5 F.E.E.L. G.O.O.D., su josepvinaixa.com. URL consultato il 2 luglio 2015 (archiviato dall'url originale il 3 luglio 2015).
44. 1 2  (EN) SLN debuts on top Charts, su ready5etrock.com. URL consultato il 22 novembre 2015 (archiviato il 22 novembre 2015).
45. ↑  (EN) R5 iTunes Charts, su itunescharts.net. URL consultato il 14 marzo 2015 (archiviato il 26 luglio 2015).
46. ↑   PREMIERE: ROSS LYNCH'S R5 RELEASES "HURTS GOOD", su vman.com. URL consultato il 16 dicembre 2020 (archiviato dall'url originale il 16 settembre 2017).
47. ↑   Ross Lynch Announces R5 On Break As They Launch New Project Called The Driver Era, su shineon-media.com.
48. 1 2 3  (EN) Louder review by Musichel, su musichel.com, Musichel. URL consultato il 26 giugno 2015 (archiviato il 26 giugno 2015).
49. 1 2 3  (EN) A chat with Riker Lynch of R5, su nohoartsdistrict.com. URL consultato il 16 marzo 2017 (archiviato il 4 aprile 2017).
50. ↑  (EN) R5 rock out Loud in Rio, su nsnews.com. URL consultato il 16 novembre 2014 (archiviato il 16 febbraio 2015).
51. 1 2 3 4  (EN) r5rocks.com: band, su r5rocks.com. URL consultato il 16 novembre 2014 (archiviato dall'url originale l'11 luglio 2014).
52. ↑  (EN) R5: exclusive interview, su mirror.co.uk. URL consultato il 16 novembre 2014 (archiviato il 24 ottobre 2014).
53. ↑  (EN) R5's bassist Riker Lynch family nature his band, su washingtontimes.com, Washington Times. URL consultato il 2 settembre 2015.
54. ↑  (EN) R5 at the Fall Out Boy concert in June 2013, su dis411.net. URL consultato il 16 novembre 2014 (archiviato il 6 ottobre 2014).
55. ↑  (EN) 25 facts on Ross Lynch, su popstaronline.com, teen.com. URL consultato il 16 novembre 2014 (archiviato dall'url originale il 26 aprile 2014).
56. ↑  (EN) The band, su r5rocks.com. URL consultato il 2 settembre 2015 (archiviato dall'url originale l'11 luglio 2014).
57. ↑  (EN) R5 reveal credits for debut album Louder, su hamadamania.com. URL consultato il 6 maggio 2015 (archiviato il 16 luglio 2015).
58. ↑  (EN) LOUD TOUR featuring: R5 at the Crofoot Ballroom, su thecrofoot.com, The Crofoot. URL consultato il 13 dicembre 2014 (archiviato dall'url originale il 25 marzo 2013).
59. ↑  (EN) R5 LIVE ON TOUR, su digitaltourbus.com, Digital Tour Bus, 2013. URL consultato il 26 ottobre 2014 (archiviato il 31 gennaio 2015).
60. ↑  (EN)  Ross Lynch And R5's West Coast Tour Begins Today, May 3, 2012, su disneydreaming.com, 3 maggio 2012. URL consultato il 7 maggio 2012 (archiviato dall'url originale il 20 ottobre 2012).
61. ↑  (EN) Getting LOUD for R5: A Concert Review, su faze.ca, Faze Magazine, 14 aprile 2013. URL consultato il 16 aprile 2013 (archiviato il 31 gennaio 2015).
62. ↑  (EN) Louder UK Tour, su lightsout.tv, Light Out. URL consultato il 13 dicembre 2014 (archiviato dall'url originale il 22 febbraio 2014).
63. ↑  (EN) Concert Review: R5 (Cleveland), su hitzoneonline.com, Hit Zone Online, 14 marzo 2013. URL consultato il 7 febbraio 2014 (archiviato dall'url originale il 30 ottobre 2013).
64. ↑  (ES) R5 show in Rio, su musica.uol.com.br, UOL. URL consultato il 3 giugno 2013 (archiviato il 31 gennaio 2015).
65. ↑  (EN) R5 tour dates, su r5rocks.com, R5 Rocks, 3 luglio 2015. URL consultato il 17 aprile 2016 (archiviato dall'url originale il 31 gennaio 2015).
66. ↑  (EN) Legacy Shows, su r5rocks.com. URL consultato il 27 giugno 2014 (archiviato dall'url originale l'11 luglio 2014).
67. ↑  (EN) r5rocks.com: bio, su r5rocks.com. URL consultato il 30 dicembre 2014 (archiviato dall'url originale l'11 luglio 2014).
68. ↑   Sarah Maloy, 'Glee Live!' Surprises With Paltrow Appearance, a Proposal, su Billboard, Billboard, 17 giugno 2011. URL consultato il 2 agosto 2011 (archiviato il 17 giugno 2014).
69. ↑   Riker Lynch on IMdB, su imdb.com, 17 giugno 2015. URL consultato il 2 agosto 2016 (archiviato l'11 aprile 2016).
70. ↑   Sam Rubin, Riker Lynch talks on 'World Choreography Awards', su ktla.com, 24 ottobre 2016. URL consultato il 2 agosto 2016 (archiviato il 26 ottobre 2016).
71. ↑  (EN) IMdB: Rydel Lynch, su imdb.com. URL consultato il 7 settembre 2016 (archiviato il 31 maggio 2019).
72. ↑  (EN) IMdB: Ellington Ratliff, su imdb.com. URL consultato il 7 settembre 2016 (archiviato il 14 aprile 2016).
73. ↑  (EN) IMdB: Rocky Lynch, su imdb.com. URL consultato il 7 settembre 2016 (archiviato il 1º giugno 2016).
74. ↑  (EN) Progressive Skating and Gymnastic Spectacular, su dissonskating.com. URL consultato il 30 gennaio 2015 (archiviato il 31 gennaio 2015).
75. ↑  (EN) R5 performs at Progressive Skating and Gymnastic Spectacular, su justjaredjr.com. URL consultato il 30 gennaio 2015 (archiviato dall'url originale il 31 gennaio 2015).
76. ↑   Gli R5 guest star in Violetta, su movieplayer.it, Movieplayer. URL consultato il 3 dicembre 2015 (archiviato il 2 giugno 2016).
77. ↑   Stand Up (Make Some Noise): video musicale, su youtube.com. URL consultato il 16 novembre 2014 (archiviato il 7 novembre 2015).
78. ↑  (EN) R5 joins Office Depot Inc in the Gotta Get Inspir5d campaign, su marketwatch.com. URL consultato il 16 novembre 2014 (archiviato il 18 ottobre 2014).
79. ↑  (EN) R5 Attended Satrs and Strikes Charity, APCH.org, su celebsgonegood.com. URL consultato il 30 dicembre 2014 (archiviato dall'url originale il 30 dicembre 2014).
80. ↑  (EN) R5 joins Luc Robitailles Celebrity Shootout at Sundance, su justjaredjr.com. URL consultato il 30 gennaio 2015.
81. ↑  (EN) R5 performs for terminally ill children, su justjaredjr.com. URL consultato il 25 febbraio 2015.
82. ↑  (EN) R5 joins Water.org, su r5closet.com, R5Cloest.com. URL consultato il 21 novembre 2014 (archiviato dall'url originale il 16 dicembre 2014).
83. ↑  (EN) Water.org, Water.org. URL consultato il 21 novembre 2014 (archiviato il 22 novembre 2014).
84. ↑  (EN) R5 joins No Kid Hungry.org, su r5closet.com, R5Cloest.com. URL consultato il 21 novembre 2014 (archiviato dall'url originale il 16 dicembre 2014).
85. ↑  (EN) NoKidHungry.org, NoKidHungry.org. URL consultato il 21 novembre 2014 (archiviato il 20 novembre 2014).
86. ↑  (EN) Pop-Rock Band R5 Named Next Big Thing, su hollywoodreporter.com. URL consultato il 16 novembre 2014 (archiviato il 24 ottobre 2014).
87. ↑  (EN) Radio Disney Music Awards 2013 nominees announced, su bopandtigerbeat.com. URL consultato il 16 novembre 2014 (archiviato il 30 aprile 2015).
88. ↑  (EN) Teen Icon Awards nominees 2013, su j-14.com. URL consultato il 16 novembre 2014 (archiviato il 17 aprile 2016).
89. ↑  (EN) R5 su Eddy Music, su eddymusic.it. URL consultato il 1º settembre 2015 (archiviato dall'url originale il 4 marzo 2016).
90. ↑  (EN) Young Hollywood Awards nominations 2014, su hollywoodlife.com. URL consultato il 16 novembre 2014 (archiviato il 25 ottobre 2014).
91. ↑  (EN) R5 joins Celebs Gone Good 2014, su celebsgonegood.com. URL consultato il 16 novembre 2014 (archiviato dall'url originale il 30 dicembre 2014).
92. ↑  (EN) Breaking Artists, su screen.yahoo.com, Yahoo!, 14 marzo 2013. URL consultato il 16 marzo 2013 (archiviato dall'url originale il 12 agosto 2014).
93. ↑   2014 Radio Disney Music Awards, su music.disney.com, Disney. URL consultato il 14 aprile 2013 (archiviato dall'url originale il 6 marzo 2014).
94. ↑  (EN) 2014 J-14 Teen Icon Awards reveals nominees, su j-14.com, etonline.com. URL consultato il 21 dicembre 2014 (archiviato il 23 dicembre 2014).
95. ↑  (EN) 2014 Teen Choice Awards reveals their list of nominees, su etonline.com. URL consultato il 16 novembre 2014 (archiviato il 25 ottobre 2014).
96. ↑  (EN) Just Jared Jrs Top 20 Music Acts of 2014, su justjaredjr.com, justjared.com. URL consultato il 16 novembre 2014.
97. ↑  (EN) Radio Disney Music Awards 2014 nominetions, su tvbythenumbers.zap2it.com, tvbythenumbers.com. URL consultato il 14 marzo 2015 (archiviato dall'url originale il 6 marzo 2015).
98. ↑  (EN) Radio Disney Music Awards 2016 Winners: The Complete List, su eonline.com. URL consultato il 28 marzo 2016 (archiviato il 3 maggio 2016).